# 圣让迪科拉伊德布瓦
圣让迪科拉伊-德布瓦（法語：Saint-Jean-du-Corail-des-Bois，法語發音：[sɛ̃ ʒɑ̃ dy kɔʁaj de bwa]）是法国芒什省的一个市镇，属于阿夫朗什区。

## 地理
圣让迪科拉伊-德布瓦（48°46'3"N, 1°12'4"W）面积3.63 平方千米，位于法国诺曼底大区芒什省，该省份为法国西北部沿海省份，西、北、东北三面环大西洋，东起顺时针与卡爾瓦多斯省、奧恩省、马耶讷省和伊勒-维莱讷省接壤。
与圣让迪科拉伊-德布瓦接壤的市镇（或旧市镇、城区）包括：谢朗塞勒埃龙、拉谢斯博杜安、圣马丹勒布扬、圣尼古拉德布瓦。
圣让迪科拉伊-德布瓦的时区为UTC+01:00、UTC+02:00（夏令时）。

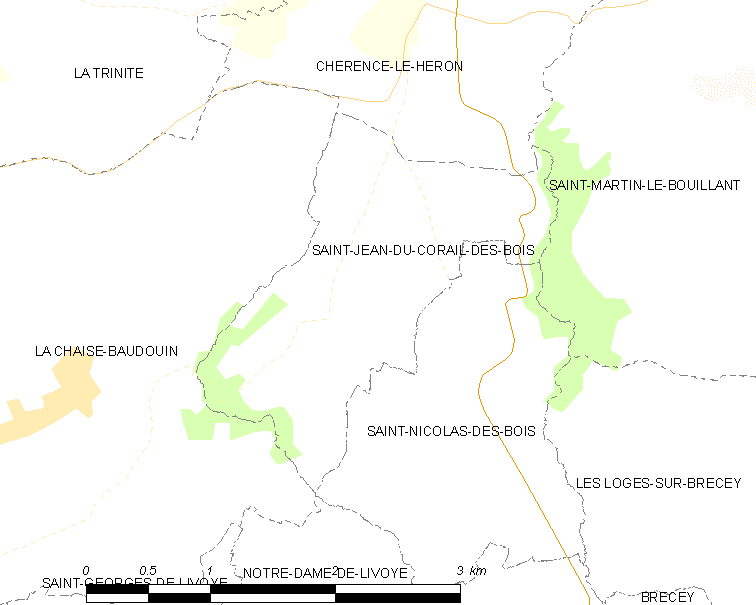
圣让迪科拉伊-德布瓦的OSM定位图

## 行政
圣让迪科拉伊-德布瓦的邮政编码为50370，INSEE市镇编码为50495。

## 政治
圣让迪科拉伊-德布瓦所属的省级选区为伊西尼-勒比阿县。

## 人口

1962-2008年间圣让迪科拉伊-德布瓦人口变化图示

圣让迪科拉伊-德布瓦于2022年1月1日时的人口数量为75人。